# Solanum allophyllum
Solanum allophyllum là loài thực vật có hoa trong họ Cà. Loài này được (Miers) Standl. miêu tả khoa học đầu tiên năm 1927.